# Orca (Fundão)
Orca es una freguesia portuguesa del concelho de Fundão, con 54,58 km² de superficie y  habitantes (2001). Su densidad de población es de 14,7 hab/km².